# Ernst Kalwitzki
Ernst Kalwitzki (* 3. Oktober 1909 in Gelsenkirchen; † 3. Februar 1991 in Bremen) war ein deutscher Fußballspieler. Der auf Rechtsaußen oder als Mittelstürmer im damals angewandten WM-System eingesetzte Kalwitzki wurde mit dem FC Schalke 04 in der Gauliga-Ära in den Jahren 1933/34, 1934/35, 1936/37, 1938/39, 1939/40 und 1941/42 sechsmal Meister und gewann auch mit den „Königsblauen“ 1937 den Tschammerpokal und damit das erste Double der deutschen Fußballgeschichte.

## Karriere
Kalwitzki trat bis 1933 für Union Gelsenkirchen an und wechselte dann zum FC Schalke 04. Dort spielte er von 1933 bis 1944 in der ersten Mannschaft. Er erzielte 54 Tore in 66 Endrundenspielen um die Deutsche Meisterschaft und rangiert hinter Fritz Szepan in dieser Wertung. Kalwitzki erzielte in 36 Pokalspielen 28 Tore und trug sich in der Gauliga Westfalen in 143 Einsätzen 113-mal in die Torschützenliste ein. Er wurde laut Grüber in den drei Endrunden 1937 (10 Tore), 1939 (10 Tore) und 1943 (6 Tore) jeweils Torschützenkönig in der Finalrunde um die deutsche Meisterschaft. 1939 traf der Rechtsaußen in Berlin im Endspiel um die Deutsche Meisterschaft beim 9:0 gegen Admira Wien fünfmal in das von Emil Buchberger anstelle von Peter Platzer gehütete Admira-Tor.
Kalwitzki kam jedoch nie in der A-Nationalmannschaft zum Einsatz. Vordergründig stand ihm da Konkurrent Ernst Lehner mit 65 Länderspielen von 1933 bis 1942 im Wege, aber auch Franz Elbern, Edmund Malecki und Hans Biallas waren ernsthafte Anwärter für die Rechtsaußenposition gewesen. 1939 gehörte er im Länderspiel gegen die Nationalmannschaft Ungarns zum Aufgebot, eingesetzt wurde allerdings auch wieder Ernst Lehner. In Reihen der Gauauswahl von Westfalen trat der Schalker Stürmer erstmals am 1. Juli 1934 im Wettbewerb des Kampfspielpokals gegen die Vertretung des Südwestens bei einer 1:3-Niederlage an und erzielte den Ehrentreffer. Am 10. Oktober 1935 vertrat er die Farben von Westfalen in Hannover gegen die Auswahl von Niedersachsen; erstmals hatte eine Vereinself – der FC Schalke 04 – im Reichsbundpokal die komplette Elf einer Gauauswahl gestellt.
Am 19. November 1933 bei einem 1:1 beim späteren Vizemeister SV Höntrop debütierte der schnelle und torgefährliche Angreifer unter Trainer Hans „Bumbes“ Schmidt im Gauligateam von Schalke 04. Am Rundenende hatte er zur Gauligameisterschaft in zehn Ligaeinsätzen zehn Tore beigesteuert. In der Endrunde um die deutsche Fußballmeisterschaft dagegen lief er in allen acht Spielen auf – auch im Finale am 24. Juni 1934 beim 2:1-Erfolg gegen den 1. FC Nürnberg – und steuerte drei Treffer für das Team um Ernst Kuzorra und Fritz Szepan zum ersten Gewinn der deutschen Meisterschaft bei. In der Kriegsrunde 1943/44 verabschiedete sich der langjährige Angreifer beim Spiel am 27. Februar 1944, einem 4:1-Heimerfolg gegen Borussia Dortmund, aus der Ligamannschaft von Schalke. Durch seine Abkommandierung an die Ostfront und durch seine schwere Verwundung Ende 1944, er erlitt einen Kniedurchschuss und einen Oberschenkel-Durchschuss, konnte er kriegsbedingt nicht mehr am weiteren Spielbetrieb teilnehmen.
1942 wurde Kalwitzki zur Wehrmacht einberufen. Nach der Ausbildung in Bonn wurde er an die Ostfront kommandiert. Nachdem er verwundet worden war, kam er zur Genesung nach Goslar. Hier geriet er zu Kriegsende in US-amerikanische Gefangenschaft.
Kalwitzki war während des Goldenen Jahrzehnts der Schalker Triumphe ab 1933/34 einer der bekanntesten und gefürchtetsten Stürmer in Deutschland. Ein Wirbelwind, ein Goalgetter, einer, der Gelegenheiten roch, sie blitzschnell  ausnutzte, und der vor dem Tor kaltblütig vollstreckte. Bei Grüne ist notiert: „Es gehört zu den großen Mysterien der deutschen Fußballgeschichte des 20. Jahrhunderts, dass ausgerechnet die wandelnde Tormaschine Ernst Kalwitzki als einer der wenigen Schalker Stammspieler der königsblauen Erfolgsära nicht ein einziges Mal die Gelegenheit erhielt, seine phänomenale Treffsicherheit im DFB-Dress unter Beweis zu stellen.“
Nach dem Ende des Zweiten Weltkriegs spielte er für eine kurze Zeit für Rhenania Köln und beendete 1949 seine Karriere bei Preußisch-Oldendorf. Kurzzeitig war Kalwitzki Trainer bei der SG Wattenscheid 09. Dann kehrte der gelernte Elektriker auf Schalke zurück und wurde Platzwart in der Glückauf-Kampfbahn. Im Alter von 65 Jahren zog er mit seiner Frau Erna nach Bremen zur Tochter Elsbeth und Schwiegersohn Helmut Jagielski.